# Artemisia oelandica
Artemisia oelandica is een zeldzaam overblijvend kruid, dat endemisch is op het eiland Öland in Zweden. De soort is nauw verwant aan en sterk gelijkend op de meer algemeen voorkomende Artemisia laciniata; beide worden door sommige bronnen als één soort beschouwd.

## Naamgeving enetymologie
- Synoniem: Artemisia laciniata Willd.
- Zweeds: Alvarmalört

De botanische naam van het geslacht Artemisia is afgeleid van de Griekse godin van de jacht Artemis. De soortaanduiding oelandica is een latinisering van de naam van het Zweedse eiland Öland.

## Kenmerken
Artemisia oelandica is een kleine vaste plant met opgaande, vrijwel onbehaarde bloemstengels tot 7 cm hoog. De plant vormt vaak dichte tapijten van vegetatieve wortelrozetten. De bladeren zijn eveneens kaal, kort en breed, tweemaal geveerd met puntige bladslippen en volledig groen.
De bloemen staan in kleine bolvormige hoofdjes met uitsluitend gele buisbloemen, die weer gegroepeerd zijn in een lange, smalle trossen.
De bloeitijd is van augustus tot september.

## Standplaatsen verspreiding
Artemisia oelandica heeft een voorkeur voor droge, kalkrijke bodems in volle zonlicht, zoals kalkgraslanden en op alvar.
Het is een zeldzame endemische plant op het eiland Öland voor de kust van Zweden, waar deze vooral voorkomt op het kalkplateau Stora Alvaret. In 1993 zou de soort ook gevonden zijn in het district Luga, ten zuiden van Sint Petersburg, alhoewel het daar om de zustersoort Artemisia laciniata zou kunnen gaan.
De plant wordt vooral bedreigd door de natuurlijke successie, waardoor de graslanden waar hij zich thuis voelt langzaam verbossen.
... · 
A. abrotanum (Citroenkruid) · 
A. absinthium (Absintalsem) · 
A. alba (Witte alsem) · 
A. annua (Zomeralsem) · 
A. biennis (Rechte alsem) · 
A. campestris · 
A. campestris subsp. campestris (Wilde averuit) · 
A. campestris subsp. maritima (Duinaveruit) · 
A. dracunculus (Dragon) · 
A. maritima (Zeealsem) · 
A. norvegica · 
A. oelandica · 
A. vulgaris (Bijvoet) · 
...